# توقيت تيمور الشرقية
تستخدم تيمور الشرقية ت ع م+09:00. في الغرب، يحد البلد منطقة ت ع م+08:00 في وسط إندونيسيا وفي الشرق المنطقة ت ع م+09:00 من ذلك البلد. لا يتم الالتزام بالتوقيت الصيفي في تيمور الشرقية، بسبب قربها من خط الاستواء. لا يوجد سوى اختلاف بسيط بين طول النهار والليل على مدار العام. تشترك تيمور الشرقية في نفس المنطقة الزمنية مع اليابان وبالاو وكوريا الشمالية وكوريا الجنوبية وإندونيسيا الشرقية.

## قاعدة بيانات المنطقة الزمنية
تحتوي قاعدة بيانات المنطقة الزمنية على منطقة واحدة لتيمور الشرقية في علامة التبويب zone.tab، والتي تسمى Asia/Dili.